# Julien Terzics
Julien Terzics est un musicien et activiste antifasciste français, né le 28 novembre 1968 à Paris et mort le 1er juillet 2024 à Nantes.
Figure charismatique de l’antifascisme parisien, un des leaders des Redskins de la capitale dans les années 1980, notamment de la bande des Red Warriors. Il fonde ensuite le groupe de streetpunk / oi ! Brigada Flores Magón, fer de lance de la scène RASH depuis la fin des années 1990. De 2006 à sa mort en 2024, il tient le café le Saint Sauveur, fief des antifascistes parisiens.

## Biographie

### Jeunesse
Il naît le 28 novembre 1968, à Paris. Son père est hongrois et peintre en bâtiment, tandis que sa mère, juive hongroise, est femme au foyer.
Il adhère au Parti communiste français à Fontenay-sous-Bois (Val-de-Marne). Il découvre la scène alternative, notamment à L’Usine, centre culturel autonome de Montreuil.

### Red Warriors
Il fonde en décembre 1986 les Red Warriors, une bande de redskins antifascistes actifs dans la région parisienne dans les années 1980. La bande devient, après les Ducky Boys, une des premières à s'opposer systématiquement et physiquement aux « boneheads » d'extrême droite dans la région parisienne,, notamment menés par Batskin, avec pour objectif de « ne pas laisser la rue aux mouvements néonazis ».
Composée d'un noyau dur de quatorze personnes, comprenant Julien Terzics (alias Ranx), Rico (Blackskin), Jeff, Nano, Karim (rimka), Roy, Scan, Sambot, Anto, Nono, Franky, Arno tepa, Bobo (le driver), Pascal. Puis vinrent s'ajouter : Ado (le Grec), Bozo, Kim, Mickey, Alain, bb des bois.

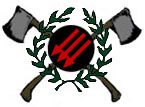
Symbole antifasciste

Se revendiquant communiste, par provocation, la bande était surtout antifasciste radicale. Ils assurent la sécurité dans des concerts urbains de punk et de rock alternatif, notamment ceux de Bérurier noir ou de Laid Thénardier. Son symbole était une faucille croisée d'une batte de baseball, détournement du symbole communiste de la faucille et du marteau. Ce symbole sera ensuite repris par le mouvement redskin français.
Les Red Warriors se séparent dans les années 1991-1992. Mais Julien Terzics continue d'assurer le service d'ordre de nombreuses manifestations.

### Militantisme, musique, moto et boxe

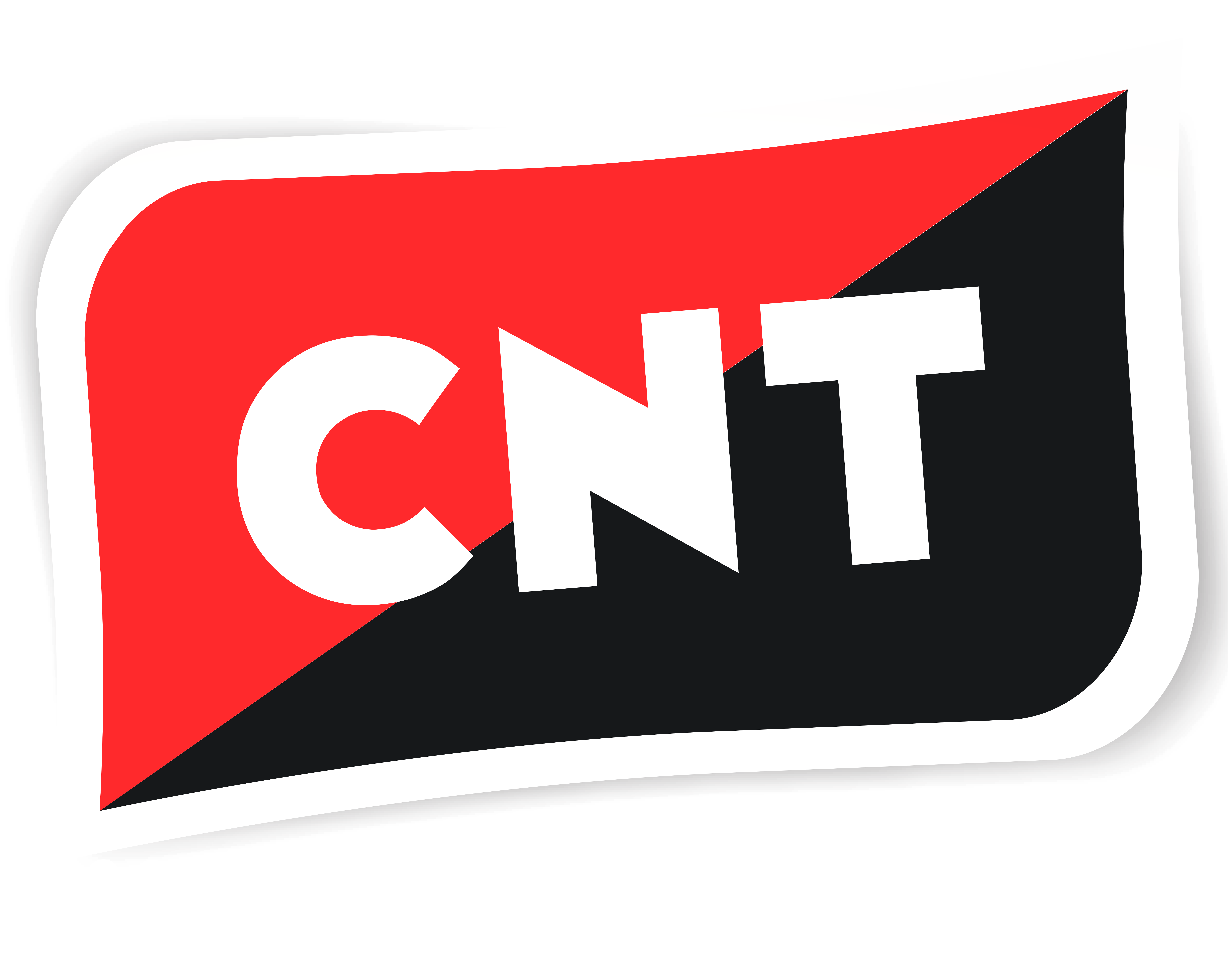
Drapeau de la CNT

Dans les années 90, il milite à la Confédération nationale du travail (CNT), syndicat de tendance anarchiste. Il rejoint notamment le syndicat de la Culture et du Spectacle de la CNT en région parisienne, où il organise et mène des grèves lors du conflit des intermittents du spectacle en 2003.
Il donne également des cours de boxe et de kick boxing. Fan de moto, il préside également le Black Block moto custom,,.

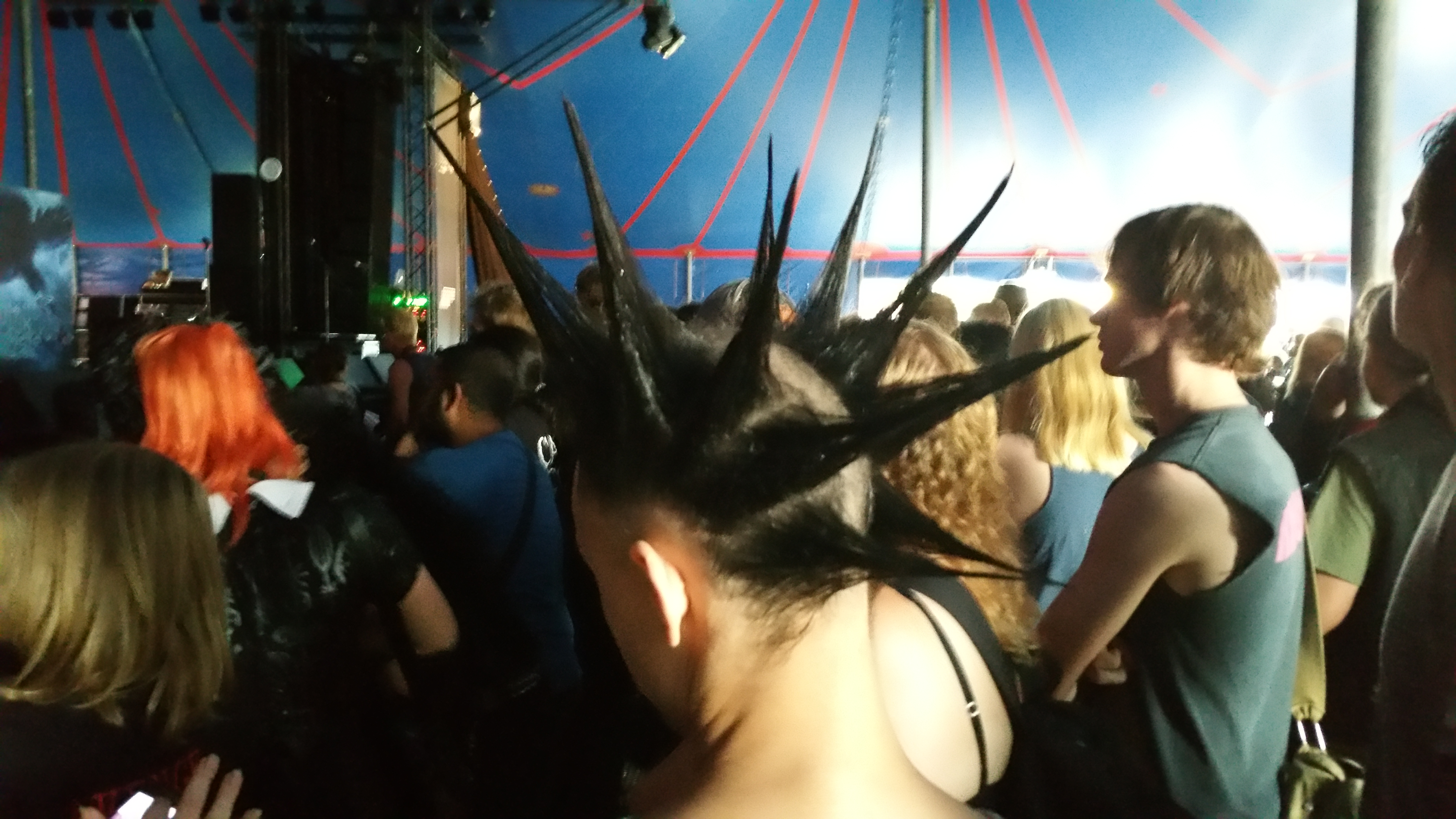
Concert punk

Il est aussi batteur dans un groupe, le Brigada Flores Magon. Ce groupe d'oi! et punk rock français est notoirement connu pour ses textes politiques proches de la mouvance libertaire. Il est formé dans les années 1990 de la rencontre entre différents individus issus de la scène alternative des années 1980 et de la mouvance redskin parisienne des années 1990. Le nom du groupe est basé sur celui de l'anarchiste mexicain Ricardo Flores Magón.
Il accompagne en tant que service d'ordre des Bérurier Noir lors de leur reformation entre 2003 et 2007.

### Le Saint-Sauveur
En 2005, il achète un local et en 2006, devient patron du bar Le Saint-Sauveur, situé au 11 rue des Panoyaux, au pied de la butte de Ménilmontant. Par son décorum et les musiques alternatives qui y sont diffusées, le bar cultive l'ambiance  punk et rock 'n' roll qui le caractérise depuis l'origine. Les militants et sympathisants de la gauche extraparlementaire en font rapidement leur « quartier général » parisien. Mais plus largement, le bar attire un public nombreux et pas nécessairement politisé, grâce à ses consommations bon marché et son dynamisme culturel : concerts, DJ sets, expos, rencontres avec des auteurs engagés, etc.

Symbole antifasciste

Selon le site StreetPress en 2015, le bar Le Saint-Sauveur est « Le bar antifa de Paris, aux murs tapissés de posters anti-capitaliste ou anti-répression policière, sans parler des stickers de l’Action Antifasciste Paris-Banlieue. [...] Au Saint-Sauveur, on se revendique de l’antifascisme radical [...] les partis politiques ne sont clairement pas la tasse de thé de la faune libertaire du lieu »,,,.
Le 4 juin 2020, le bar est la cible d'une descente armée revendiquée par le groupuscule d'extrême droite les « Zouaves », fondé sur les ruines du GUD,. Le groupe d'assaillants est très rapidement repoussé et s'enfuit,, après avoir provoqué un blessé et des dégâts matériels. Cette attaque a eu lieu la veille de l'anniversaire de la mort de Clément Méric,. En août 2020, Le Saint-Sauveur est fermé par la préfecture de police de Paris qui lui reproche, entre autres, l’incursion des militants d’extrême droite.
Le bar ferme définitivement ses portes le samedi 4 janvier 2025 à la suite du décès de son fondateur.

### Mort, funérailles et hommages
Il meurt le 1er juillet 2024 à Nantes, des suites d'un cancer. Il est enterré le 11 juillet au cimetière du Père-Lachaise (division 63), à Paris,. Entre 500 et 1000 personnes assistent à ses obsèques.